# Faustinus Labes
Faustinus Labes war ein Priester aus Treptow, der 1533 die Reformation in Sternberg einführte und dadurch zum Reformator Sternbergs wurde. Er predigte dort von 1533 bis 1545. Von 1531 bis 1533 war er lutherischer Prädikant in Güstrow und predigte dort in der Heiligen-Geist-Kirche und der Pfarrkirche. Bereits 1525 hatte Faustinus Labes das Evangelium in Stralsund gepredigt. Dort war schon 1522 die Reformation eingeführt worden. Geburts- und Sterbedatum von Faustinus Labes sind unbekannt.

## Leben und Wirken als Prediger
Der mecklenburgische Herzog Albrecht VII. war, nachdem er sich zunächst der Lehre Luthers zugewandt hatte, wieder vom Protestantismus abgefallen und hatte sich erneut zum Katholizismus bekannt. Die lutherischen Prediger vertrieb er 1532 überall dort, wo es ihm möglich war.
Kurz nachdem Faustinus Labes 1531 sein Amt als „Prediger zu Güstrow am Heiligen Geist“ angetreten hatte, wurde er bei Herzoge Albrecht „wegen ketzerischer und unchristlicher Lehre“ denunziert. Dieser verbot ihm daraufhin weiter in Güstrow Gottesdienst, Messe und Taufe abzuhalten. Faustinus Labes verteidigte sich am 14. Nov. 1531 schriftlich beim Herzog, verbunden mit der Bitte so weitermachen zu können wie bisher, „da er nur das reine Christenthum predige.“ Am 12. Juli 1533 wurde Faustinus Labes aus der Güstrower Pfarre entlassen.
Da die Reformation in Sternberg keine Fortschritte machte, versetzte ihn der Mitregent Albrechts, Herzog Heinrich V., der im Gegensatz zu seinem Bruder die lutherische Lehre begünstigte, nach Sternberg. Am 23. Aug. 1533 befahl Herzog Albrecht dem Rat der Stadt Sternberg, dem „martinischen Prädicanten“ den Gottesdienst zu verbieten, bis er mit seinem Bruder Heinrich einem Vergleich ausgehandelt hätte. Der Rat hatte dem Herzog bereits mündlich ein Verbot zugesagt, sich aber nicht daran gehalten. An Faustinus Labes erging das Verbot des Herzogs noch am selben Tag. Dem Sternberger Stadtrat versicherte Herzog Heinrichs Hofprediger Egidius Faber, dass „der Prediger zu Sternberg mit Gunst seines Herrn Herzogs Heinrich predige, der ihm solches befohlen habe und auf den er sich berufen könne.“ Damit verbunden äußerte er die Bitte, dass „der Prediger fortfahren möge im Predigtamt und in allem was das Evangelium mit sich bringe“.
Faustinus Labes predigte weiter wie bisher. Infolgedessen wurde das Sternberger Augustinerkloster am 18. April 1534 durch eine Kommission beider Herzöge geschlossen und Faustinus Labes bei der katholischen Kirchenvisitation im selben Jahr „als gar nicht vorhanden betrachtet“. Faustinus Labes predigte in Sternberg bis 1545.